# Gollachostheim

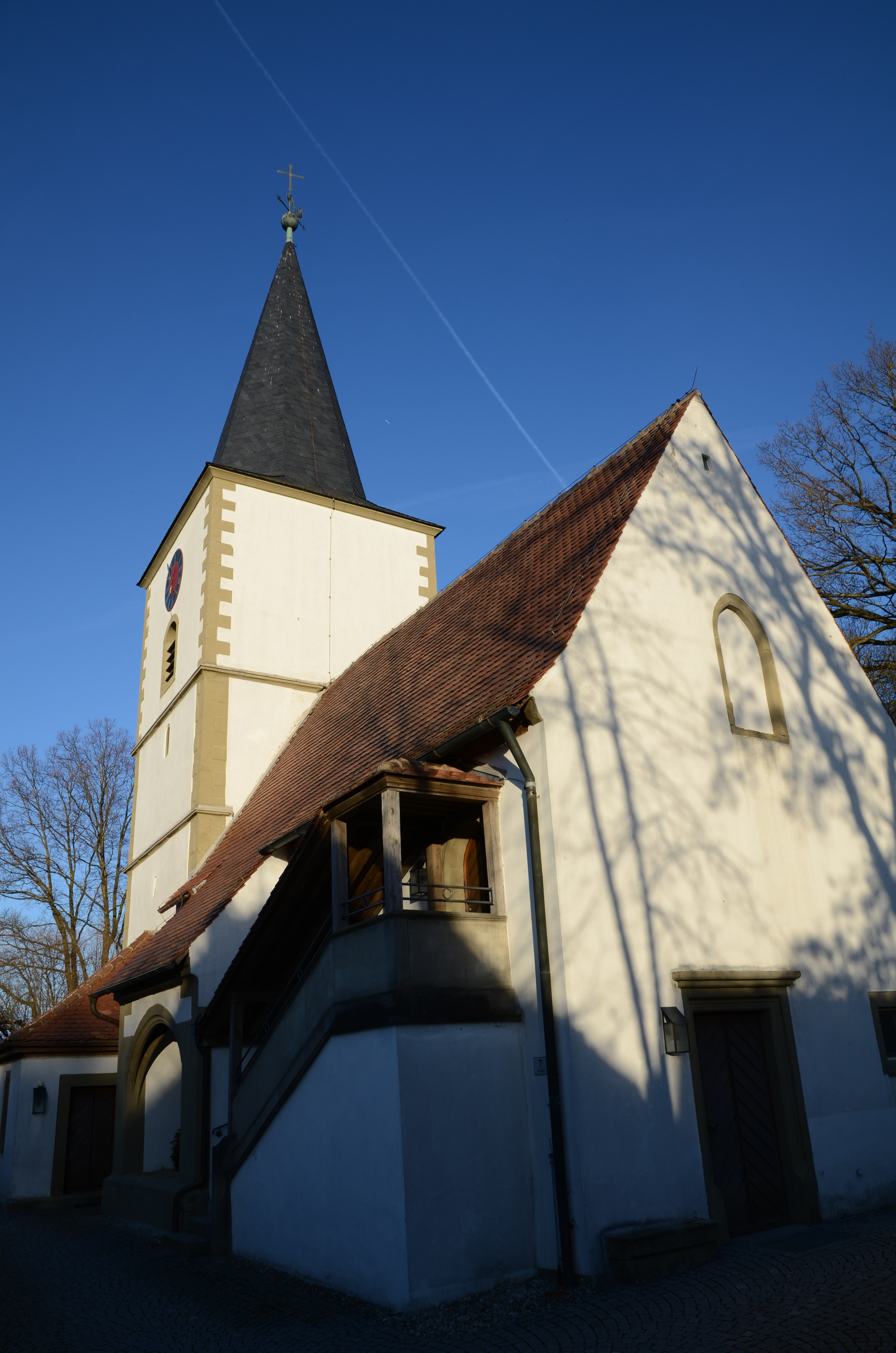
St. Jakobus und Nikolaus

Gollachostheim ist ein Gemeindeteil der Gemeinde Gollhofen im Landkreis Neustadt an der Aisch-Bad Windsheim (Mittelfranken, Bayern). Zum Gemeindeteil zählt die Jörgleinsmühle. Die Gemarkung Gollachostheim hat eine Fläche von 5,781 km². Sie ist in 590 Flurstücke aufgeteilt, die eine durchschnittliche Fläche von 9798,83 m² haben.

## Lage
Das Kirchdorf liegt auf freier Flur am linken Ufer der Gollach. Die Kreisstraße NEA 41 führt nach Gollhofen zur Bundesstraße 13 (3,4 km östlich) bzw. an der Unteren Mühle vorbei nach Hemmersheim (3,5 km westlich). Die Kreisstraße NEA 50 führt nach Rodheim (2,3 km nördlich) bzw. nach Adelhofen zur Staatsstraße 2256 (3,5 km südlich).

## Geschichte
Der Ort wurde wohl bei der fränkischen Landnahme des 7. Jahrhunderts gegründet. 802 wurde er als „Ostheim“ erstmals urkundlich erwähnt im Zusammenhang mit einer Schenkung eines Dietmunds an das Kloster Fulda. Gollachostheim gehörte zur Zent des würzburgischen Amtes Aub.
Von 1797 bis 1808 unterstand Gollachostheim dem preußischen Justiz- und Kammeramt Uffenheim. 1806 kam der Ort an das Königreich Bayern. Mit dem Gemeindeedikt (frühes 19. Jahrhundert) wurde der Steuerdistrikt Gollachostheim gebildet, zu dem Jörgleinsmühle und Rodheim gehörten. Wenig später entstand die Ruralgemeinde Gollachostheim, zu der Jörgleinsmühle gehörte. Sie war in Verwaltung und Gerichtsbarkeit dem Landgericht Uffenheim zugeordnet und in der Finanzverwaltung dem Rentamt Uffenheim (1919 in Finanzamt Uffenheim umbenannt). Ab 1862 war das Bezirksamt Uffenheim für die Verwaltung der Gemeinde zuständig (1939 in Landkreis Uffenheim umbenannt). Die Gerichtsbarkeit blieb beim Landgericht Uffenheim (1879 in Amtsgericht Uffenheim umbenannt), seit 1973 ist das Amtsgericht Neustadt an der Aisch zuständig. 1964 hatte die Gemeinde eine Gebietsfläche von 5,823 km². Am 1. Mai 1978 wurde Gollachostheim im Zuge der Gebietsreform in Bayern nach Gollhofen eingegliedert.

### Baudenkmäler
- Kirchplatz 1: Ehemaliges Wohnstallhaus[13]
- Kirchplatz 7: St. Jakobus und Nikolaus, evangelische Kirche[13]

### Einwohnerentwicklung
| Jahr      | 1818  | 1840   | 1852   | 1855   | 1861   | 1867   | 1871   | 1875   | 1880   | 1885   | 1890   | 1895   | 1900   | 1905   | 1910   | 1919   | 1925   | 1933   | 1939   | 1946   | 1950   | 1952   | 1961   | 1970   | 1987   | 2014  |
| Einwohner | 298   | 316    | 330    | 347    | 356    | 376    | 340    | 336    | 342    | 345    | 352    | 353    | 320    | 294    | 328    | 314    | 329    | 309    | 294    | 481    | 446    | 387    | 299    | 241    | 225    | 195   |
| Häuser    | 64    | 61     |        |        |        |        | 64     |        |        | 62     | 61     |        | 66     |        |        |        | 61     |        |        |        | 61     |        | 64     |        | 61     |       |
| Quelle    | [ 8 ] | [ 15 ] | [ 16 ] | [ 16 ] | [ 17 ] | [ 18 ] | [ 19 ] | [ 20 ] | [ 21 ] | [ 22 ] | [ 23 ] | [ 16 ] | [ 24 ] | [ 16 ] | [ 25 ] | [ 16 ] | [ 26 ] | [ 16 ] | [ 16 ] | [ 16 ] | [ 27 ] | [ 16 ] | [ 10 ] | [ 28 ] | [ 29 ] | [ 2 ] |

## Religion
Gollachostheim ist Sitz der Pfarrei St. Jakobus und Nikolaus, die seit der Reformation evangelisch-lutherisch geprägt ist.